# L'ultimo avvertimento della Cina
"L'ultimo avvertimento della Cina" (in russo: Последнее китайское предупреждение) è un proverbio russo nato nell'ex Unione Sovietica, per indicare un avvertimento che non comporta conseguenze reali.

## Origine
Le relazioni tra la Repubblica Popolare Cinese e gli Stati Uniti d'America negli anni Cinquanta e Sessanta erano tese a causa della questione dello Stretto di Taiwan. I caccia militari americani pattugliavano regolarmente lo Stretto di Taiwan, il che portò a proteste formali da parte del Partito Comunista Cinese, sotto forma di "avvertimento finale", per le manovre dei loro caccia nello Stretto. Tuttavia, non sono state date conseguenze reali per aver ignorato gli "avvertimenti finali".
La Repubblica Popolare Cinese lanciò il primo "avvertimento finale" agli Stati Uniti per i loro voli di ricognizione il 7 settembre 1958, durante la seconda crisi dello Stretto di Taiwan. All'epoca, gli Stati Uniti consideravano la Repubblica di Cina come l'unico rappresentante legittimo della Cina e conducevano voli di ricognizione nelle acque controllate dalla Repubblica Popolare Cinese. La Cina registrava tali incidenti ed emetteva un "avvertimento finale" attraverso i canali diplomatici per ogni incidente. Alla fine del 1964 erano stati emessi più di 900 "avvertimenti finali" cinesi.